# Prostitution au Venezuela
Le travail du sexe au Venezuela est légal et réglementé. Le ministère de la Santé et du Développement social du pays exige que les travailleuses du sexe portent des cartes d'identité et se soumettent à des bilans de santé mensuels. La prostitution est courante, en particulier à Caracas et dans d'autres destinations touristiques nationales. L'industrie vénézuélienne du travail du sexe est née en même temps que l'industrie pétrolière du XXe siècle et se poursuit aujourd'hui.

## Histoire
Le travail du sexe au Venezuela est étroitement lié à son histoire économique et à l'histoire de la production pétrolière. Le Venezuela a reçu un afflux de population après le forage des premiers puits de pétrole importants au début du 20e siècle. La présence de travailleurs pétroliers étrangers relativement bien payés a considérablement élargi le commerce du sexe dans les villes portuaires. En particulier, les femmes noires d'une classe socio-économique inférieure qui ne pouvaient pas trouver un emploi de domestique se sont tournées vers la prostitution pour de l'argent.
Des femmes et des filles des États andins environnants, en particulier de la Colombie, ont également été recrutées pour venir au Venezuela et parfois contraintes de travailler dans le commerce du sexe. La prostitution est devenue une grande entreprise et des femmes des Caraïbes et même d'Europe (notamment la Hollande, la France et la Belgique) sont venues au Venezuela pour chercher du travail. Les femmes noires constituaient la majorité des travailleuses du sexe jusqu'aux années 1920. Les femmes indiennes Wayuu étaient plus nombreuses que les professionnelles du sexe noires ou européennes à Maracaibo.
Des établissements fréquentés par des employés du secteur pétrolier, comme le célèbre Pavillon, se sont ouverts en tant que bordels et salle de danse. Les travailleuses du sexe des zones rurales auraient également été emmenées vers les villes pétrolières le samedi, «où les travailleuses s'alignaient sur les quais pour les saluer par leur nom(p101). Certaines entreprises ont même commencé à distribuer des préservatifs et les dirigeants de la ville ont commencé à réglementer et à limiter le commerce. Ils ont classé l'activité, appliqué une taxe de séjour sur le travail et exigé des examens médicaux hebdomadaires des travailleuses du sexe.
La ville a également commencé à exiger que les travailleurs aient sur eux des cartes de santé. En 1930, un institut anti-vénérien a effectué un recensement dans les principales villes de l'État, et les prostituées étaient tenues de déclarer leur lieu de travail aux bureaux locaux. Certaines travailleuses du sexe de la classe supérieure avaient accès à des médecins privés pour des examens réguliers. Un marché des remèdes locaux pour les maladies vénériennes s'est développé, mais le taux d'IST a continué d'augmenter. En 1935, le gouvernement a institué le premier dimanche de septembre comme Journée anti-vénérienne. En 1947, le gouvernement estimait que 64 pour cent des patients hospitalisés avaient la syphilis et 37 pour cent des patients avaient d'autres maladies vénériennes telles que le chancre mou (chancre blando). Un rapport du ministère de la Santé a montré que le bureau avait besoin de plus de 3 millions d'unités de pénicilline à tout moment pour le traitement de la syphilis. Les compagnies pétrolières ont commencé à tester et à licencier des employés atteints de syphilis jusqu'à ce que les syndicats s'impliquent et demandent un traitement sans licenciement. Finalement, l'opinion publique s'est retournée contre les effets du commerce du sexe, et les boîtes de nuit avec des prostituées et des bordels ont été déplacées du centre-ville vers des quartiers chauds à la périphérie des villes. Beaucoup se sont retrouvés entre les grands camps urbains de Shell et de Lago, qui ont continué à leur fournir «d'innombrables clients» (p67).

### Mouvements des droits des femmes et prostitution
En 1935, l'Association culturelle des femmes (Asociación Cultural Femenina ou ACF) a été le premier groupe de défense des droits des femmes influent au Venezuela à parler de prostitution. Ils ont donné des conférences publiques sur le travail du sexe et la protection contre les IST. Cependant, d'autres groupes de femmes, comme les mouvements socialistes de femmes, ont appelé à la fin de la prostitution dans les années 1940. Bien que le plaidoyer en faveur des travailleuses du sexe se soit poursuivi tout au long du siècle, une organisation locale de travailleuses du sexe appelée AMBAR a reçu une attention et un soutien internationaux après s'être opposée aux fouilles illégales d'agences de travail du sexe par la police.

### La prostitution à la fin du 20e siècle
Les taux de trafic et de prostitution ont de nouveau augmenté après le déclin économique du Venezuela en raison d'une baisse des revenus pétroliers et d'une augmentation des paiements de la dette extérieure dans les années 1980. La crue catastrophique de décembre 1999 a également entraîné des taux de chômage élevés, en particulier chez les femmes, au Venezuela. Certaines femmes se sont tournées vers le commerce du sexe et ont été victimes de la traite en interne ou à l'étranger.

## Lois en vigueur
La prostitution est actuellement légale au Venezuela. En mars 2007, la loi organique sur le droit des femmes à une vie sans violence a criminalisé le trafic et la prostitution forcée, entre autres formes de violence sexiste. La traite peut désormais entraîner jusqu'à 20 ans de peines pour avoir contraint une victime à commettre un acte sexuel contre sa volonté pour un tiers. Le fait de provoquer la prostitution des enfants et la «corruption des mineurs» est sanctionné par trois à 18 mois de prison ou jusqu'à quatre ans de prison si le mineur a moins de 12 ans. Les peines augmentent jusqu'à six ans si le crime est commis de façon récurrente.
Le ministère vénézuélien de la Santé et du Développement social (Ministerio de Salud y Desarrollo Social) exige que les femmes qui travaillent comme travailleuses du sexe dans les boîtes de nuit bénéficient d'un bilan de santé mensuel gratuit. Le contrôle comprend un examen gynécologique et un dépistage de la syphilis. Des tests de dépistage du VIH sont nécessaires tous les six mois. Les travailleuses du sexe ne sont pas dépistées pour les infections causées par les virus de l'hépatite B ou C.

### Cartes d'identification
L'article 6 de la Convención para la Represión de la Trata de Personas y de la Explotación de la Prostitución Ajena de 1949 (Convention pour la répression de la traite des êtres humains et de l'exploitation de la prostitution d'autrui) demande aux signataires d'abroger ou d'abolir toute loi, réglementation ou disposition administrative exigeant l'enregistrement ou la possession de cartes d'identité spéciales par les travailleurs du sexe. Le Venezuela, signataire de la Convention, est en violation de l'article 6 parce que les travailleuses du sexe doivent porter des cartes d'identité délivrées par le ministère de la Santé qui garantissent que les titulaires de la carte sont exempts d'IST et de VIH / SIDA. C'est une pratique courante dans les pays d'Amérique latine et des Caraïbes. Lorsque la police et les employés du ministère de la Santé font une descente dans les boîtes de nuit, les femmes sans ces cartes sont arrêtées. Cependant, une carte d'identité nationale délivrée par l'État est nécessaire pour obtenir la carte du ministère de la Santé, ce qui empêche les immigrés sans papiers d'obtenir légalement la carte. Beaucoup s'adressent à des agents privés ou «gestores» pour obtenir des documents.

## Démographie
Aucune étude à grande échelle n'a été menée pour recueillir des informations démographiques sur les travailleuses du sexe au Venezuela. Une étude de 212 professionnelles du sexe menée en 2003 et évaluée dans un centre de santé d'une ville proche de Caracas a révélé que 91% des travailleuses étaient vénézuéliennes. Les autres travailleurs venaient de Colombie, de République dominicaine et d' Équateur. Les travailleuses avaient en moyenne 29,6 ans et 2,12 enfants en moyenne. 55,7% avaient un ou deux enfants. 53% des femmes ont abandonné l'école secondaire.
Plus de 80% des travailleuses avaient eu des rapports sexuels avant l'âge de 19 ans. 44,1% des femmes avaient déjà subi un avortement. 41,7% utilisaient des préservatifs tout le temps, 20,7% à l'occasion et 36,5% ont déclaré ne jamais utiliser de préservatifs.

## Travailleurs du sexe trans
Une attention particulière a été accordée à la vie des travailleuses du sexe trans au Venezuela, appelées travestis. Les Travestis sont des personnes qui se voient attribuer le genre homme à la naissance mais qui se présentent dans leur vie quotidienne en tant que femmes. Certains considèrent le terme comme une insulte, mais il est également utilisé par les travestis comme une auto-identification.
Des études ont rapporté une relation problématique entre la Policía Metropolitana de Caracas (PM) et les travailleurs du sexe trans. Les trans sont confrontés au problème de l'impunité des officiers et d'une culture du silence,.
Marianela Tovar, une militante LGBT à Caracas au sein de l'organisation Contranatura, explique que les travestis subissent la violence de la police et des clients, mais se sentent toujours obligés de faire du travail du sexe (p102).

### Migration transformiste
Une autre tendance concernant les travestis vénézuéliens qui ont fait l'objet d'une enquête est la migration des femmes trans du Venezuela vers l'Europe pour devenir des travailleuses du sexe transgenres. La première génération à le faire est venue en Italie dans les années 1970. Désormais, les travestis voyagent également en Espagne, en France, en Allemagne et en Suisse. En Europe, les travestis sont capables de «valoriser le processus de transformation de leur corps masculin vers une féminité parfaite». Le commerce du sexe trans en Europe est lucratif et leurs revenus leur permettent de transformer leur corps grâce à la chirurgie plastique, aux extensions de cheveux coûteuses, au maquillage, aux vêtements de marque et aux accessoires.

## Trafic sexuel
Le Venezuela est un pays d'origine et de destination pour les femmes et les enfants victimes de trafic sexuel. À mesure que la situation économique se détériorait, la migration massive de Vénézuéliens vers les pays voisins s'est accrue. Au cours de la période considérée, des victimes présumées de la traite en provenance du Venezuela ont été identifiées à Aruba, en Colombie, au Costa Rica, à Curaçao, en République dominicaine, en Équateur, Grèce, au Portugal, Guyana, Mexique, Panama, Pérou, en Espagne, au Suriname et à Trinité-et-Tobago. Les femmes et les filles vénézuéliennes, y compris certaines attirées des régions pauvres de l'intérieur vers les centres urbains et touristiques, sont victimes de trafic sexuel et de tourisme pédophile dans le pays. Des responsables vénézuéliens et des organisations internationales ont signalé avoir identifié des victimes de la traite sexuelle des pays d'Amérique du Sud, des Caraïbes, d'Asie et d'Afrique au Venezuela. Les responsables vénézuéliens ont signalé une augmentation du trafic sexuel dans le secteur minier informel.
Le Bureau de surveillance et de lutte contre la traite des personnes du département d'État des États-Unis classe le Venezuela parmi les pays de « niveau 3 ».